# Phoradendron betancurii
Phoradendron betancurii är en sandelträdsväxtart som beskrevs av Kuijt. Phoradendron betancurii ingår i släktet Phoradendron och familjen sandelträdsväxter. Inga underarter finns listade i Catalogue of Life.